# Humberto Guzmán (escritor)
Humberto Guzmán (n. Ciudad de México, 18 de abril de 1948) es un escritor y periodista mexicano; su obra literaria ha sido reconocida con varios premios nacionales, entre ellos recibió el Premio Nacional de Novela José Rubén Romero en 2000 por Viaje a la noche.

## Biografía
Guzmán nació el 18 de abril de 1948 en la Ciudad de México. Comenzó a estudiar economía en el Instituto Politécnico Nacional en 1967, posteriormente abandonó la universidad para estudiar cine con Milosh Trnka y tomar cursos de análisis de textos, creación literaria e historia del arte, entre otros, con maestros de la talla de Juan José Arreola y Emilio Carballido. A la par de su creación literaria, su labor profesional siempre ha estado relacionada con el arte y la difusión de la cultura, ha dado conferencias a nivel internacional en lugares como Estados Unidos, Venezuela y Corea; ha impartido talleres literarios en escuelas como la Facultad de Ciencias Políticas y Sociales de la Universidad Nacional Autónoma de México y en la Escuela de Escritores de la Sociedad General de Escritores de México.
También ha colaborado con textos, críticas y artículos en diferentes medios impresos nacionales como: El Búho; El Cuento; «El Gallo Ilustrado» —suplemento del periódico El Día—; El Heraldo Cultural; Este País; IPN. Ciencia, Arte, Cultura;  «La Cultura en México» —suplemento cultural de la revista Siempre!—; La Vida Literaria; Los universitarios; Norte; Plural; Revista Mexicana de Cultura; y Revista de la  Universidad de México. Además es responsable de la sección «La sombra en el muro» de la revista Siempre!

## Premios y reconocimientos
Humberto Guzmán obtuvo la beca del Centro Mexicano de Escritores en 1970; la beca del International Writing Program, de la Universidad de Iowa; y el estímulo del Sistema Nacional de Creadores de Arte en los periodos de 1993-1996 y 1997-2000. También ha ganado varios premios literarios a lo largo de su carrera, entre ellos recibió el Premio del Concurso de Cuento del IPN en 1967 por La calle, otorgado por el  Instituto Politécnico Nacional; el Premio del Concurso Nacional Cultura Juventud en 1971 por la novela El sótano blanco, otorgado por la Secretaría de Educación Pública; el Premio Los Cuentos del Ateneo Español en 1987 por Diario de un hombre común; el Premio de Periodismo José Pagés Llergo en 1998; y el Premio Nacional de Novela José Rubén Romero en 2000 por Viaje a la noche, que se publicó al año siguiente con el nombre de Los extraños.

## Obra
Entre sus obras se encuentran:

### Antología
- Jorge Arturo Ojeda (UNAM. Coordinación de Difusión cultural. Dirección de Literatura. Material de Lectura 83. El cuento contemporáneo. Selección y nota introductoria de Humberto Guzmán. 1992)
- Juan Tovar (UNAM. Coordinación de Difusión Cultural. Dirección de Literatura. Material de Lectura número 73. El Cuento Contemporáneo. Selección y nota introductoria de Humberto Guzmán.1992)
- Humberto Guzmán (UNAM. Coordinación de Difusión Cultural. Dirección de Literatura. Material de Lectura Número 104. El Cuento Contemporáneo. Selección y nota introductoria de Jennie Ostrosky. 1996)
- Franz Kafka (IPN. Secretaría de Extensión y Difusión. Dirección de Difusión Cultural. Cuadernos Politécnicos de Difusión Cultural Número 4. Serie Nuestra Palabra. Selección y nota introductoria de Humberto Guzmán. 1999)
- Juntos andan: antología de narrativa contemporánea de México (Cuento incluido: "La espera". Compilación de Bernardo Ruiz, autor de la nota introductoria, y de Gaëlle Le Calvez. CONACULTA/FONCA, FUNDACIÓN PARA LAS LETRAS MEXICANAS. PLAN C EDITORES, LA MOSCA MUERTA. 2004)
- Terror en la ciudad de México (Antología de cuentos y relatos. Idea, introducción y notas de Humberto Guzmán. Cuentos escritos ex profeso por catorce alumnos de Guzmán. Libros del Conde. 2015)
- El vuelo del colibrí: antología de la prosa breve mexicana (Antología de Beatriz Espejo. 2016)
- Nouvelles Mexicaines D´Aujourd´Hui. (Traduites de l´espagnol et présentées par Louis Jolicoeur. Introducción de Louis Jolicoeur. Cuento de Humberto Guzmán incluido: "L'énigme de l'image" -"El enigma de la imagen"-. L'instant meme. Québec, Canadá, 1993.)

Y muchas otras antologías más, nacionales y extranjeras han incluido cuentos de Humberto Guzmán.

### Autobiografía
- Humberto Guzmán. De cuerpo entero: Confesiones de una sombra (UNAM. Dirección de Literatura.-1990)

### Cuento
- La Calle (1967)
- Los malos sueños (1968)
- Contingencia forzada (1972)
- Diario de un hombre común (1988)
- Seductora melancolía (1989)
- La lectura de la melancolía (1997) —antología personal—
- Historias de amantes y otros fantasmas (2017)
- Material de Lectura Núm. 104. Introducción de Jennie Ostrosky. UNAM/Dirección de Literatura.

### Ensayo
- Aprendiz de novelista. Apuntes sobre la escritura de novela o el oficio de escribir novela (Editorial Lectorum.2006)
- 1968 (Los ejércitos de la noche. A manera del Nuevo Periodismo, publicados a los 30, 40 y 50 años del movimiento estudiantil mexicano de 1968, narrados en primera persona, de acuerdo a la experiencia personal del autor. Libros del Conde, 2018)

### Novela
- El sótano blanco (1972)
- Manuscrito anónimo llamado consigna idiota (1975)
- Historia fingida de la disección de un cuerpo (no-novela) (1982)
- Los buscadores de la dicha (1990)
- La caricia del mal (1998)
- Los extraños (2001)
- La congregación de los muertos o el enigma de Emerenciano Guzmán (2013)
- El reflejo de lo invisible (2017)